# 法蒂瑪·真納
法蒂瑪·真納（1893年7月31日—1967年7月9日）是巴基斯坦牙醫及女政治家。她的兄長穆罕默德·阿里·真納是巴基斯坦國父和印度独立运动重要領導人之一。
法蒂瑪·真納被巴國人民尊稱為「国母」和「巴基斯坦第一女士」。